# Drypetes verrucosa
Drypetes verrucosa là một loài thực vật có hoa trong họ Putranjivaceae. Loài này được Hutch. mô tả khoa học đầu tiên năm 1912.